# 保罗·恩里克·卡尔内鲁·费里奥
保罗·恩里克·卡尔内鲁·费里奥（Paulo Henrique Carneiro Filho，1989年3月13日—），是巴西职业足球运动员，司职前锋。现在效力于中国足球超级联赛球队上海绿地申花。

## 俱乐部生涯
2007年6月10日，保罗·恩里克在米内罗竞技客场对阵圣保罗的巴甲联赛出场，上演职业生涯首秀。他在这场比赛射进职业生涯首球，帮助米内罗竞技1比0击败对手。
他很快就得到欧洲球队的注意，2007年8月21日，保罗·恩里克和荷兰足球甲级联赛球队海倫芬签约五年。2007年12月15日，他首次代表海伦芬出场，并射进两球，帮助球队客场5比1击败NAC布雷达。不过2010年3月，由于保罗·恩里克和球队在续约问题无法达成一致，他被海伦芬提前解约。
保罗·恩里克回到巴西并和经纪公司球队巴西体育签约，之后被租借到帕尔梅拉斯。2010年夏季，他被租借到比利时球队韦斯特洛，并有出色的表现。2011年夏季，他以330万欧元的身价加盟土耳其足球超级联赛球队特拉布宗体育。
2014年7月2日，保罗·恩里克加盟中国足球超级联赛球队上海绿地申花，转会费为400万欧元。